# Maomé Aiube Cã (emir)
Maomé Aiube Cã (pastó: غازي محمد ايوب خان) (Cabul, 1857 – Laore, 7 de abril de 1914) foi emir do Afeganistão de 12 de outubro de 1879 até 31 de maio de 1880, governador da província de Herat e também o líder dos afegãos na Segunda Guerra Anglo-Afegã. Atualmente é lembrado como 'herói nacional do Afeganistão' e está sepultado em Pexauar.

## Juventude
Aiube Cã era filho de Xer Ali Cã (ex-emir do Afeganistão), e primo do futuro emir Abderramão Cã. Durante o reinado de seu pai poucos registros foram feitos sobre ele, mas depois da expulsão de Xer Ali de Cabul pelos ingleses, e sua morte em janeiro de 1879, Aiube tomou posse da província de Herat, e manteve-se lá até junho de 1881, quando invadiu o Afeganistão com o objetivo de afirmar as suas pretensões à soberania, nomeadamente o de ganhar a posse de Candaar, ainda ocupada pelas tropas da Índia britânica.

## Segunda Guerra Anglo-Afegã
Aiube Cã encontrou a força britânica comandada pelo general George Burrows em Maiwand no dia 27 de julho, e foi capaz de ganhar uma das poucas batalhas já ganhas por líderes asiáticos sobre um exército sob a direção europeia. Seu triunfo, no entanto, foi de curta duração; enquanto se preparava para atacar Candaar foi surpreendido por tropas sob o comando do general Frederick Roberts, no encerramento da marcha memorável deste último procedente de Cabul. Totalmente derrotado, em 1 de setembro de 1880 na Batalha de Candaar, Aiube Cã fez o seu caminho de volta para Herat, onde permaneceu por algum tempo sem ser molestado.
No verão de 1881, ele novamente invadiu o Afeganistão, e no aniversário da Batalha de Maiwand obteve uma vitória significativa sobre o exército do atual emir, Abderramão Cã, principalmente devido à deserção de um regimento Durrani. Candaar caiu em suas mãos, mas Abderramão agora no comando de suas tropas, derrotou Aiube, e expulsou-o de Herat.

## Exílio
Ele refugiou-se na Pérsia (atual Irã), e por algum tempo viveu tranquilamente recebendo um subsídio do governo persa. Em 1887, problemas internos no Afeganistão levaram-no a fazer outra tentativa de tomar o trono. Derrotado e conduzido ao exílio, vagou por algum tempo pela Pérsia, e em novembro se entregou ao agente britânico em Mexede. Foi enviado para a Índia para viver como um prisioneiro do Estado até sua morte em 1914.